# Joe Medicine Crow
Joseph "Joe" Medicine Crow, stamnamn: High Bird, född 27 oktober 1913 nära Lodge Grass i Big Horn County i Montana, död 3 april 2016 i Billings i Montana, var en kråkindiansk historiker, författare och lektor i USA. Hans skrifter om indiansk historia och reservatkulturen anses som mycket inflytelserika, men han är mest känd för sina skrifter och föreläsningar om slaget vid Little Bighorn. Han har hedrats med presidentens frihetsmedalj, bronze star medal och hederslegionen. Han var med och grundade Traditional Circle of Indian Elders & Youth.

## Uppväxt
Joe Medicine Crow föddes den 27 oktober 1913 nära Lodge Grass på kråkindianernas indianreservat i Montana. Han var kusin till Pauline Small, den första kvinnan att väljas till ett offentligt ämbete i kråknationen. Hans styvmorfar White Man Runs Him var spejare för George Armstrong Custer och ögonvittne till slaget vid Little Bighorn. Joe Medicine Crow växte upp med att höra berättelser om slaget. Han blev den förste ur sin stam att gå på college, dock avbröts studierna av andra världskrigets utbrott.

## Andra världskriget
Joe Medicine Crow tog värvning i armén och blev scout i den 103:e infanteridivisionen. Han var målad i stridsfärg som han hade under uniformen och hade en helig örnfjäder bakom sin hjälm.. Medicine Crow uppfyllde de fyra uppgifter som krävdes för att bli krigshövding och var vid sin död den enda levande kråkkrigshövdingen. Medicine Crow medverkade i TV-serien The War där han beskrev sin militärtjänstgöring under andra världskriget.

## Talesman för sin stam
Efter att ha slutfört sin militärtjänstgöring återvände han till Crow Agency. Han blev utvald till historiker och antropolog för sin stam 1948. Joe Medicine Crow tog emot presidentens frihetsmedalj av USA:s president Barack Obama 2009. 2015 var han fortfarande aktiv som skribent och föreläsare.

## Utbildning
Joe Medicine Crow avlade en kandidatexamen från Linfield College 1938. Han studerade vid University of Southern California där han avlade en magisterexamen i antropologi 1939. Han var den förste kråkindianen som hade en magisterexamen. Hans artikel The Effects of European Culture Contact upon the Economic, Social, and Religious Life of the Crow Indians har blivit en av de mest refererade texterna för kråkindiansk kultur. Han blev hedersdoktor vid Rocky Mountain College 1999 samt vid University of Southern California 2003.

## Citat
Som kråkindian, och som professionell forskare, tror jag mig kunna berätta kråkindianernas historia på ett riktigt sätt.
Ingen vinner i krig. Båda sidor förlorar. Indianerna, de så kallade fientliga, vann slaget för dagen, men förlorade sin livsstil.